# Lee Yo-won
Lee Yo-won (Seongnam, 9 de abril de 1980) es una actriz surcoreana, conocida por interpretar a la Reina Seondeok en el exitoso drama Queen Seondeok.

## Vida personal
Lee se casó con el ejecutivo y jugador profesional de golf Park Jin-woo el 10 de enero de 2003. La pareja tiene tres hijos (su primogénita una niña nacida en diciembre de 2003, su segunda hija nacida en mayo de 2014  y un hijo el cual nació en mayo de 2015).

## Carrera
El 4 de mayo del 2019 se unió al elenco principal de la serie de espías Different Dreams (también conocida como "Lee Mong"), donde dio vida a la doctora Lee Young-jin, una cirujana que ha sido criada por padres japoneses, hasta el final de la serie el 13 de julio del mismo año.
El 18 de septiembre del mismo año se unió al elenco principal de la serie The Running Mates: Human Rights donde interpretó a Han Yoon-seo, hasta el final de la serie el 31 de octubre del mismo año.
El 6 de abril de 2022 se unirá al elenco principal de la serie Green Mothers' Club donde dará vida a Lee Eun-pyo, una mujer con un fuerte sentido de orgullo por su educación de clase alta que se especializó en estética y estudió en el extranjero en Francia, pero experimenta nuevos desafíos cuando se muda a un distrito educativo especial y se une a la comunidad de la escuela primaria allí.

## Filmografía

### Series de televisión
| Año    | Título                          | Rol                             | Red    |
| ------ | ------------------------------- | ------------------------------- | ------ |
| 1998   | I Hate You, But It's Fine       | Lee Bit-na                      | SBS    |
| 1999   | March                           | Jung Yo-won                     | SBS    |
| 1999   | School 2                        | Kim Yeon-jin                    | KBS2   |
| 2000   | Tough Guy's Love                | Heo Ji-hye                      | KBS2   |
| 2001   | Blue Mist                       | Lee Shin-woo                    | KBS2   |
| 2001   | Pure Heart                      | Han Se-jin/Kang Hyun-joo        | KBS2   |
| 2002   | The Great Ambition              | Yoon Yeo-jin                    | SBS    |
| 2005   | Fashion 70's                    | Han Deo-mi                      | SBS    |
| 2007   | Surgeon Bong Dal-hee            | Bong Dal-hee                    | SBS    |
| 2007   | Cruel Love                      | Na In-jung                      | KBS2   |
| 2009   | Queen Seondeok                  | Princesa Deokman/Reina Seondeok | MBC    |
| 2011   | 49 Days                         | Song Yi-kyung                   | SBS    |
| 2012   | Horse Doctor                    | Kang Ji-nyeong                  | MBC    |
| 2013   | Empire of Gold                  | Choi Seo-yoon                   | SBS    |
| 2016   | My Horrible Boss                | Ok Da-jung                      | JTBC   |
| 2016   | Night Light                     | Seo Yi-kyung                    | MBC    |
| 2017   | Avengers Social Club            | Kim Jung-hye                    | tvN    |
| 2019   | Different Dreams                | Lee Young-jin                   | MBC TV |
| 2019   | The Running Mates: Human Rights | Lee Yo-won                      | OCN    |
| 2022 - | Green Mothers' Club             | Lee Eun-pyo                     | JTBC   |

### Películas
| Año  | Título                     | Rol             |
| ---- | -------------------------- | --------------- |
| 1998 | Scent of a Man             | Eun-hye (joven) |
| 1999 | Attack the Gas Station     | Ggal-chi        |
| 2001 | Take Care of My Cat        | Shin Hye-joo    |
| 2002 | A.F.R.I.K.A.               | Lee Ji-won      |
| 2002 | Surprise Party             | Wang Ha-young   |
| 2005 | When Romance Meets Destiny | Go Yun-kyung    |
| 2007 | May 18                     | Park Shin-ae    |
| 2010 | The Recipe                 | Jang Hye-jin    |
| 2012 | Perfect Number             | Baek Hwa-sun    |
| 2013 | Fists of Legend            | Hong Gyu-min    |
| 2017 | Yes, Family                | Oh Soo-kyung    |

### Programas de variedades
| Año  | Título                   | Episodio |
| ---- | ------------------------ | -------- |
| 2008 | tvN World Special "LOVE" | Vietnam  |

### Vídeos musicales
| Año  | Título                                                | Artista        |
| ---- | ----------------------------------------------------- | -------------- |
| 1998 | "Please Baby Don't Cry"                               | Deep           |
| 1998 | "WAYO!WAYO!"                                          | O.P.P.A        |
| 1999 | "Will You Forgive Me"                                 | A4             |
| 1999 | "To Her Lover"                                        | K2             |
| 2000 | "I Love You"                                          | Position       |
| 2001 | "I Wish You Happiness (Joy Project - 1 Year of Love)" | WHY            |
| 2002 | "울고 싶어지는 오후"                                  | Ji Seo-ryeon   |
| 2006 | "Liquor"                                              | Vibe           |
| 2007 | "Love's Greeting"                                     | SeeYa          |
| 2007 | "Ice Doll"                                            | SeeYa          |
| 2009 | "I'm Terrible in Love"                                | Shin Seung-hun |
| 2012 | "Love Is All the Same"                                | Yangpa         |

## Discografía
| Año  | Título de canción     | Notas                               |
| ---- | --------------------- | ----------------------------------- |
| 2009 | "Bidam (A Sad Story)" | Reina Seondeok Especial OST Parte 2 |

## Premios y nominaciones
| Año  | Premio                                 | Categoría                                                             | Trabajo nominado      | Resultado |
| ---- | -------------------------------------- | --------------------------------------------------------------------- | --------------------- | --------- |
| 2001 | Premios de Película de Dragón azules   | mejor actriz nueva                                                    | Cuida de Mi Gato      | Ganador   |
| 2001 | Chunsa Premios de Arte de la película  | mejor actriz                                                          | Cuida de Mi Gato      | Ganador   |
| 2001 | Los premios de Corte del director      | mejor actriz nueva                                                    | Cuida de Mi Gato      | Ganador   |
| 2001 | KBS Premios de obra                    | Premio de popularidad                                                 | Neblina azul          | Ganador   |
| 2002 | Baeksang Premios de artes              | mejor actriz nueva                                                    | Cuida de Mi Gato      | Ganador   |
| 2002 | SBS Premios de obra                    | Premio de Estrella nueva                                              | The Great Ambition    | Ganador   |
| 2005 | SBS Premios de obra                    | Superior 10 Estrellas                                                 | Fashion 70's          | Ganador   |
| 2005 | SBS Premios de obra                    | Premio de excelencia, Actriz de drama                                 | Fashion 70's          | Ganador   |
| 2007 | Premios de Película de Dragón azules   | mejor actriz                                                          | Mayo 18               | Nominado  |
| 2007 | SBS Premios de obra                    | Premio mejor pareja (con Lee Beom-soo)                                | Cirujano Bong Dal-hee | Ganador   |
| 2007 | SBS Premios de obra                    | Premio de popularidad del público                                     | Cirujano Bong Dal-hee | Ganador   |
| 2007 | SBS Premios de obra                    | Superior 10 Estrellas                                                 | Cirujano Bong Dal-hee | Ganador   |
| 2007 | SBS Premios de obra                    | Premio de Excelencia superior, Actriz                                 | Cirujano Bong Dal-hee | Ganador   |
| 2007 | KBS Premios de obra                    | Premio de Excelencia superior, Actriz                                 | Amor malo             | Nominado  |
| 2009 | Grimae Premios                         | mejor actriz                                                          | Reina Seondeok        | Ganador   |
| 2009 | Festival de Artes visuales de la Corea | Premio fotogenico                                                     | Reina Seondeok        | Ganador   |
| 2009 | MBC Premios de obra                    | Premio mejor pareja con Kim Nam-gil                                   | Reina Seondeok        | Ganador   |
| 2009 | MBC Premios de obra                    | Premio de Excelencia superior, Actriz                                 | Reina Seondeok        | Ganador   |
| 2010 | Premios de Festival de Modelo de Asia  | Premio especial de drama asiático                                     | Reina Seondeok        | Ganador   |
| 2011 | Seúl Premios de Obra Internacional     | Actriz coreana excepcional                                            | 49 Días               | Nominado  |
| 2011 | SBS Premios de obra                    | Superior 10 Estrellas                                                 | 49 Días               | Ganador   |
| 2011 | SBS Premios de obra                    | Productores' Premio, Actriz                                           | 49 Días               | Ganador   |
| 2011 | SBS Premios de obra                    | Premio de Excelencia superior, Actriz en una Obra Especial            | 49 Días               | Nominado  |
| 2012 | MBC Premios de obra                    | Premio de Excelencia superior, Actriz en una Obra o Proyecto Especial | Horse Doctor          | Nominado  |
| 2013 | Premios de Obra de la Corea            | Premio de Excelencia superior, Actriz                                 | Imperio de Oro        | Nominado  |
| 2013 | SBS Premios de obra                    | Superior 10 Estrellas                                                 | Imperio de Oro        | Ganador   |
| 2013 | SBS Premios de obra                    | Premio de Excelencia superior, Actriz en una Obra Especial            | Imperio de Oro        | Ganador   |